# Erythrina caffra
Erythrina caffra  (лат.) — вид цветковых растений рода Эритрина (Erythrina) семейства Бобовые (Fabaceae). Некоторые источники не выделяют данный вид.

## Ботаническое описание
Дерево 3,5—7,18 м высотой, с колючими ветвями.

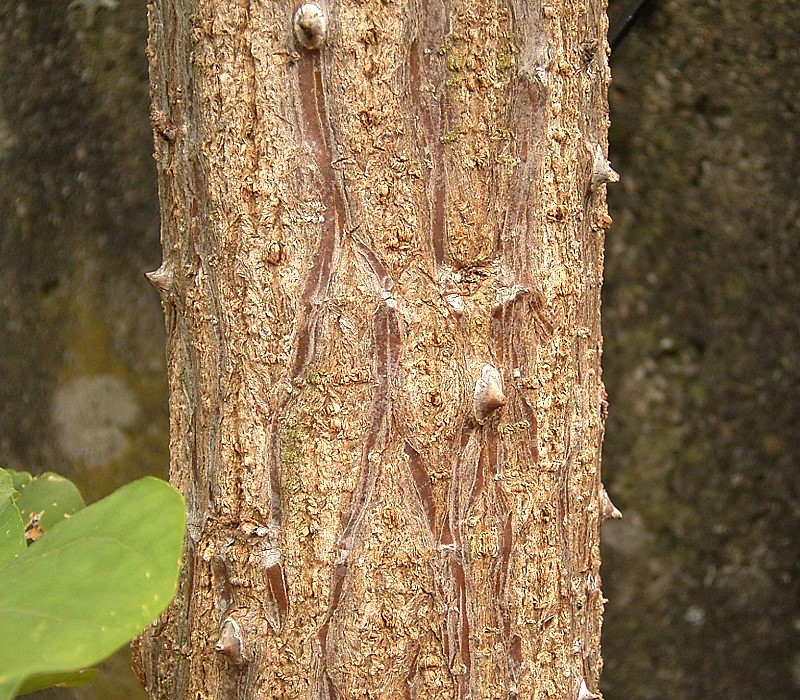
Ствол
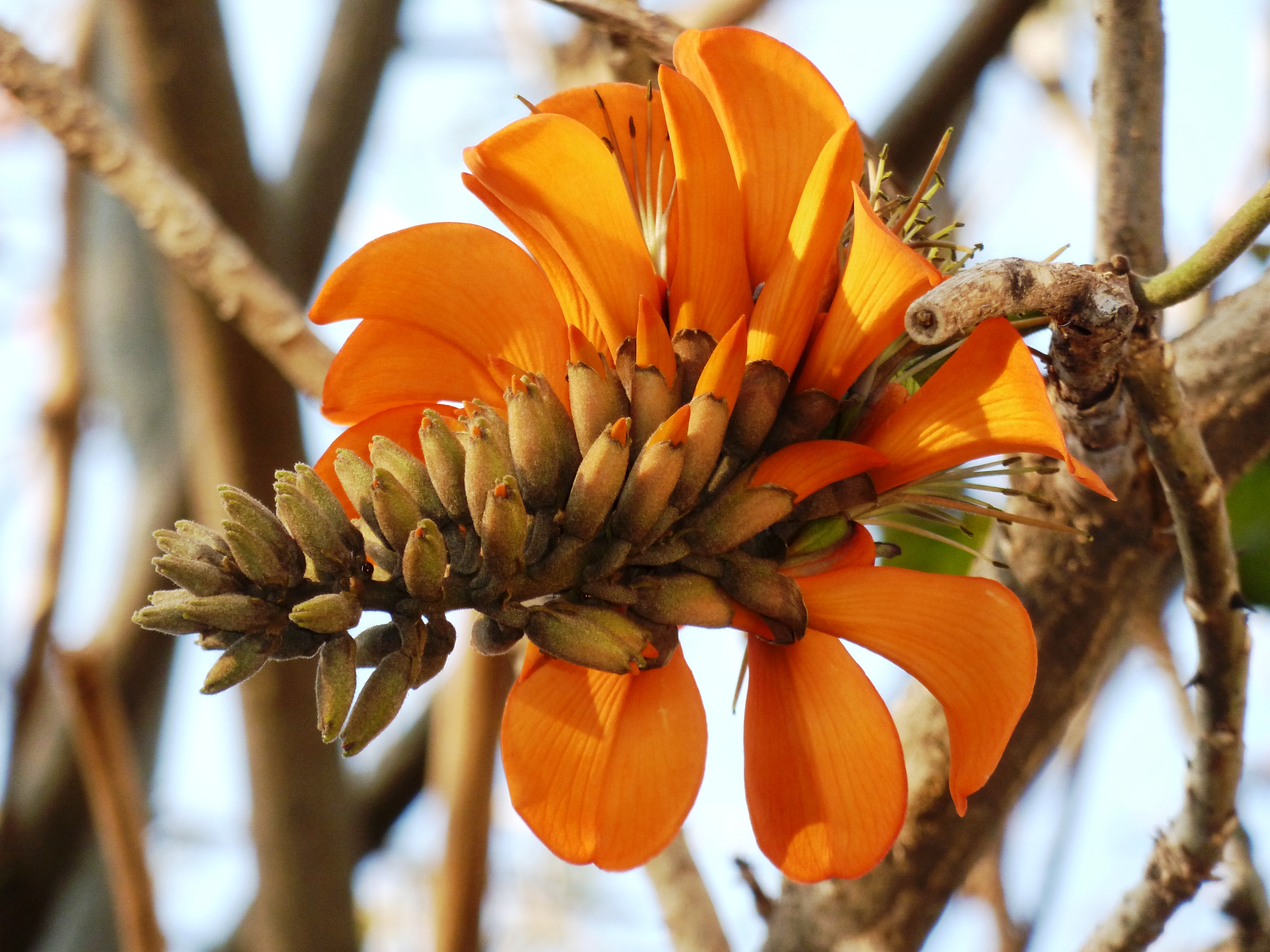
Соцветие

## Распространение и местообитание
Родом из Юго-Восточной Африки, где растёт в прибрежных лесах на высоте 200 м над уровнем моря, имеются интродуцированные популяции в Индии. Часто культивируется. Является официальным деревом Лос-Анджелеса, Калифорнии в США.

## Особенности химического состава

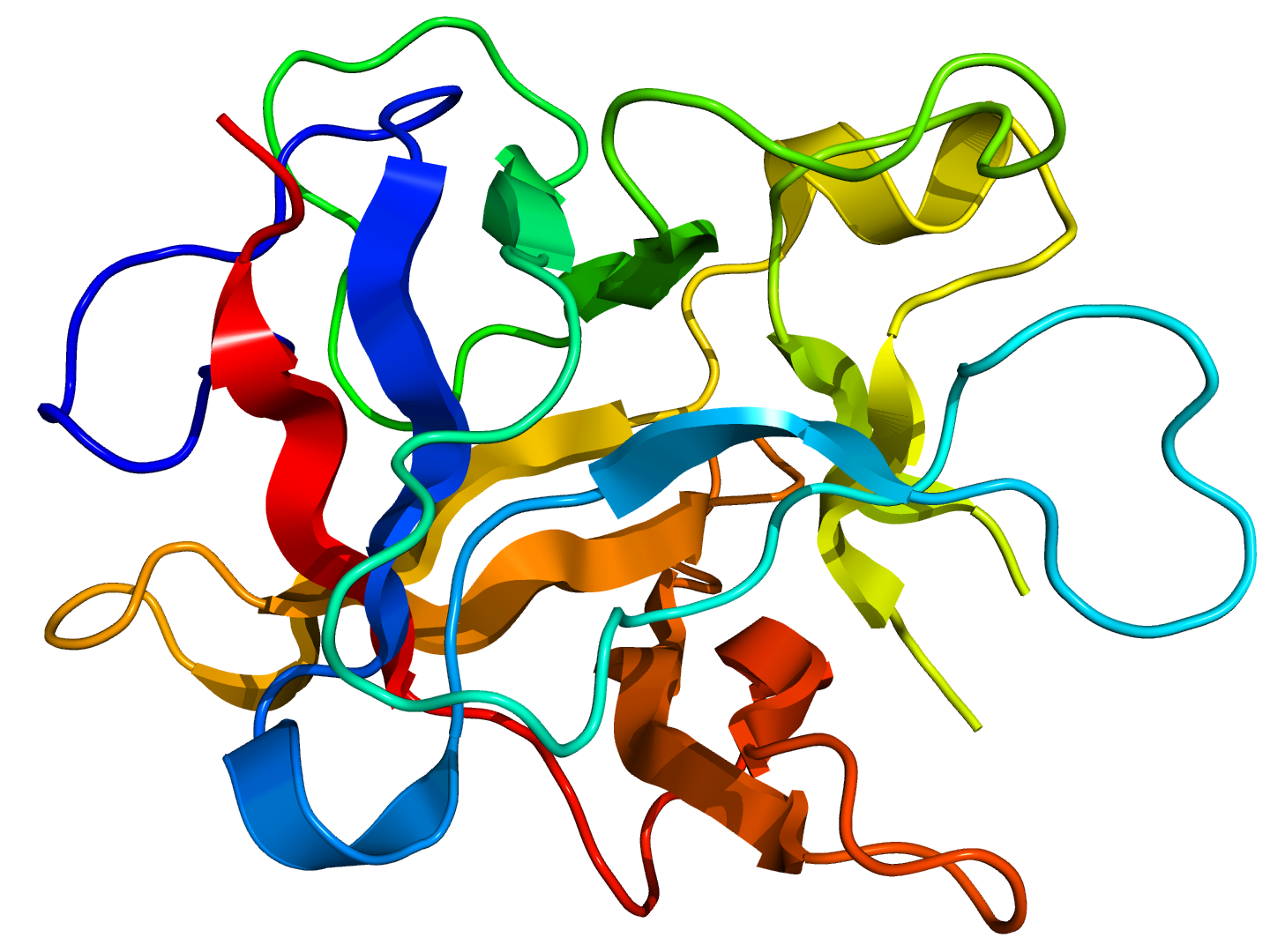
Трипсиновый ингибитор, выделенный из семян Erythrina caffra

Из семян Erythrina caffra был выделен трипсиновый ингибитор Kunitz-типа.